# Nanostreptus gracilior
Nanostreptus gracilior är en mångfotingart som beskrevs av Chamberlin 1923. Nanostreptus gracilior ingår i släktet Nanostreptus och familjen Spirostreptidae. Inga underarter finns listade i Catalogue of Life.